# Srbská Kamenice
Srbská Kamenice är en ort i Tjeckien.   Den ligger i distriktet Okres Děčín och regionen Ústí nad Labem, i den norra delen av landet, 80 km norr om huvudstaden Prag. Srbská Kamenice ligger 229 meter över havet och antalet invånare är 193.
Terrängen runt Srbská Kamenice är huvudsakligen kuperad, men norrut är den platt. Srbská Kamenice ligger nere i en dal.Runt Srbská Kamenice är det ganska tätbefolkat, med 54 invånare per kvadratkilometer. Närmaste större samhälle är Děčín, 10,6 km väster om Srbská Kamenice. Omgivningarna runt Srbská Kamenice är en mosaik av jordbruksmark och naturlig växtlighet.